# Большой Березуй
Большой Березуй — река в России, протекает по Калужской области. Устье реки находится в 6 км по правому берегу реки Теча. Длина реки составляет 42 км, площадь водосборного бассейна 528 км².

## Данные водного реестра
По данным государственного водного реестра России относится к Окскому бассейновому округу, водохозяйственный участок реки — Угра от истока и до устья, речной подбассейн реки — Бассейны притоков Оки до впадения Мокши. Речной бассейн реки — Ока.
Код объекта в государственном водном реестре — 09010100412110000021399.

### Притоки (км от устья)
- 13 км: река Безвель
- 25 км: река Малый Березуй
- 34 км: река Малый Березуй